# Česko Slovensko má talent (10. řada)
Desátá řada Česko Slovensko má talent měla premiéru na TV Prima 27. srpna 2022 a na TV JOJ 3. září 2022. V porotě opět zasedli Jaro Slávik, Jakub Prachař, Diana Mórová a Marta Jandová. Moderátory zůstali David Gránský a Jasmina Alagič Vrbovská. Premiérové díly byly vysílány v sobotu večer. Po šesti letech byl semifinálový večer znovu vysílán v přímém přenosu.

## Speciální porotci
V této řadě v několika dílech některého z porotců nahradili speciální hosté.

### Seznam speciálních porotců
| Jméno                    | Díl  | Náhrada za    |
| ------------------------ | ---- | ------------- |
| Rytmus (Patrik Vrbovský) | 3, 4 | Diana Mórová  |
| Marián Čekovský          | 5, 6 | Diana Mórová  |
| Eva Holubová             | 8, 9 | Marta Jandová |

## Zlatý Pátrovič
Ocenění Zlatý Pátrovič, pojmenované po soutěžícím Jozefu Pátrovičovi, který se zúčastnil každé série, může udělit každý porotce právě jednou, a to tomu soutěžícímu, který sice dělá něco, čemu ne zcela rozumí, ale přesto je v tom fantastický a přesvědčivý. Cena nemá symbolizovat nejhorší výkon, ale odhodlání, vytrvalost, jedinečnost, naději, víru v talent a cestu za svým snem. Ocenění bylo poprvé udělované v osmé řadě. 

### Seznam soutěžících oceněných zlatým Pátrovičem
| Soutěžící                       | Věk    | Žánr/Talent  | Původce       | Díl |
| ------------------------------- | ------ | ------------ | ------------- | --- |
| Jiří Tomeš                      | 28 let | zpěv a tanec | Jakub Prachař | 1   |
| Eva Holubová (Jaroslava Píšová) | 63 let | monolog      | Jakub Prachař | 7   |
| Robert Adox Pintér              | 21 let | zpěv         | Jakub Prachař | 11  |
| Adrian Figa                     | 28 let | zpěv         | Jakub Prachař | 12  |

## Zlatý buzzer
Součástí této řady byl opět také zlatý bzučák, neboli zlatý buzzer. Pomocí Zlatého buzzeru mohou porotci a moderátoři poslat soutěžícího z castingu rovnou do finále. Každý porotce může dát Zlatý buzzer pouze jednomu soutěžícímu. Moderátoři mají jeden společný.

### Seznam soutěžících oceněných zlatým buzzerem
| Soutěžící                 | Věk               | Žánr/Talent      | Původce                         | Díl |
| ------------------------- | ----------------- | ---------------- | ------------------------------- | --- |
| Polina Babii              | 13 let            | zpěv             | Marta Jandová                   | 1   |
| Alex Rigó                 | 12 let            | zpěv             | David a Jasmína                 | 4   |
| Trial boyz Vasha & Martin | 27 let a 31 let   | moto-cyklo show  | Jakub Prachař a Marián Čekovský | 6   |
| B-Unique crew             | 20 - 27 let       | tanec            | Diana Mórová                    | 8   |
| Duo Gemini                | 30 let (dvojčata) | vzdušná akrobace | Jaro Slávik                     | 10  |

## Semifinále
Semifinále bylo po šesti letech odvysíláno v přímém přenosu 19. listopadu 2022. Soutěžící do semifinále porota vybrala při Velkém třesku, který proběhl na konci 12. dílu. Do semifinále postoupilo 10 soutěžících, 3 z nich postoupili do finále. Sledovanost semifinále byla v ČR 489 000 diváků v kategorii 15+.

### Seznam semifinalistů
| Pořadí | Soutěžící        | Žánr/Talent            | Původ, bydliště  | Výsledek            |
| ------ | ---------------- | ---------------------- | ---------------- | ------------------- |
| 1      | Pyrotera         | světelná show          | Česko            | nepostup            |
| 2      | Keiichi Iwasaki  | kouzla                 | Japonsko         | nepostup            |
| 3      | Nikola Kusendová | zpěv a hra na kytaru   | Slovensko        | 2. místo (postup)   |
| 4      | Tiny beet        | beetbox                | Česko            | nepostup            |
| 5      | Movement Studios | tanec                  | Česko            | 1. místo (postup)   |
| 6      | Zdeněk Barnett   | imitace                | Litoměřice       | nepostup            |
| 7      | Artur a Esmira   | vzdušná akrobace       | Ukrajina         | 4. místo (nepostup) |
| 8      | Júlia Masnicová  | hra na akordeon a zpěv | Kysuce           | nepostup            |
| 9      | Obinn magic      | kouzla                 | Uherské Hradiště | nepostup            |
| 10     | Opera trio       | zpěv                   | Dunajská Streda  | 3. místo (postup)   |

## Finále
Finále bylo živě odvysíláno 26. listopadu 2022 z A4 studia Bratislava. Pět účastníků postoupilo díky zlatým bzučákům, další tři poslali do finále v předchozím dílu diváci. Celkově se tak finále zúčastnilo 8 soutěžících. Finále v ČR sledovalo 506 000 diváků v kategorii 15+.

### Seznam finalistů
| Pořadí | Soutěžící                 | Žánr/Talent          | Původ, bydliště | Výsledek |
| ------ | ------------------------- | -------------------- | --------------- | -------- |
| 1      | Movement Studios          | tanec                | Česko           | 2. místo |
| 2      | Polina Babii              | zpěv                 | Ukrajina        | 4. – 8.  |
| 3      | Trial boyz Vasha & Martin | Moto-cyklo show      | Česko           | 4. – 8.  |
| 4      | Opera trio                | zpěv                 | Dunajská Streda | 4. – 8.  |
| 5      | Alex Rigó                 | zpěv                 | Slovensko       | 3. místo |
| 6      | Duo Gemini                | Vzdušná akrobacie    | Ukrajina        | 4. – 8.  |
| 7      | Nikola Kusendová          | zpěv a hra na kytaru | Slovensko       | 1. místo |
| 8      | B-Unique crew             | tanec                | Indie           | 4. – 8.  |

## Díly
| #  | Díl                       | Premiéra           | Premiéra           |
| #  | Díl                       | Česko              | Slovensko          |
| -- | ------------------------- | ------------------ | ------------------ |
| 1  | Castingy 1                | 27. srpna 2022     | 3. září 2022       |
| 2  | Castingy 2                | 3. září 2022       | 4. září 2022       |
| 3  | Castingy 3                | 10. září 2022      | 11. září 2022      |
| 4  | Castingy 4                | 17. září 2022      | 18. září 2022      |
| 5  | Castingy 5                | 24. září 2022      | 25. září 2022      |
| 6  | Castingy 6                | 1. října 2022      | 2. října 2022      |
| 7  | Castingy 7                | 8. října 2022      | 9. října 2022      |
| 8  | Castingy 8                | 15. října 2022     | 16. října 2022     |
| 9  | Castingy 9                | 22. října 2022     | 23. října 2022     |
| 10 | Castingy 10               | 29. října 2022     | 30. října 2022     |
| 11 | Castingy 11               | 5. listopadu 2022  | 6. listopadu 2022  |
| 12 | Castingy 12 a Velký třesk | 12. listopadu 2022 | 13. listopadu 2022 |
| 13 | Semifinále                | 19. listopadu 2022 | 19. listopadu 2022 |
| 14 | Finále                    | 26. listopadu 2022 | 26. listopadu 2022 |